# Panico (Fabri Fibra)
Panico è un singolo del rapper italiano Fabri Fibra, il terzo estratto dal settimo album in studio Guerra e pace e pubblicato il 12 luglio 2013.
Il singolo ha visto la partecipazione del cantautore italiano Neffa, il quale torna protagonista di un vero e proprio brano hip hop dopo quasi tredici anni.

## Descrizione
Il brano si apre a varie argomentazioni, tra cui anche i problemi psicologici che provoca a lungo andare la brutale dipendenza dalle droghe. Il messaggio del brano è quello di non farsi prendere dal panico, ma anzi di calmarsi e trovare la migliore soluzione alle difficoltà.
Nel brano viene anche citato il film Un giorno di ordinaria follia (1993).

## Video musicale
Il videoclip del brano, diretto da Gaetano Morbioli e prodotto da Run Multimedia, è stato pubblicato il 18 luglio sul canale YouTube di Fabri Fibra ed è un omaggio al celebre film di Alejandro Amenábar Apri gli occhi (1997).

## Classifiche
| Classifica (2013) | Posizione massima |
| ----------------- | ----------------- |
| Italia            | 30                |